# Ashley Park (Schauspielerin)

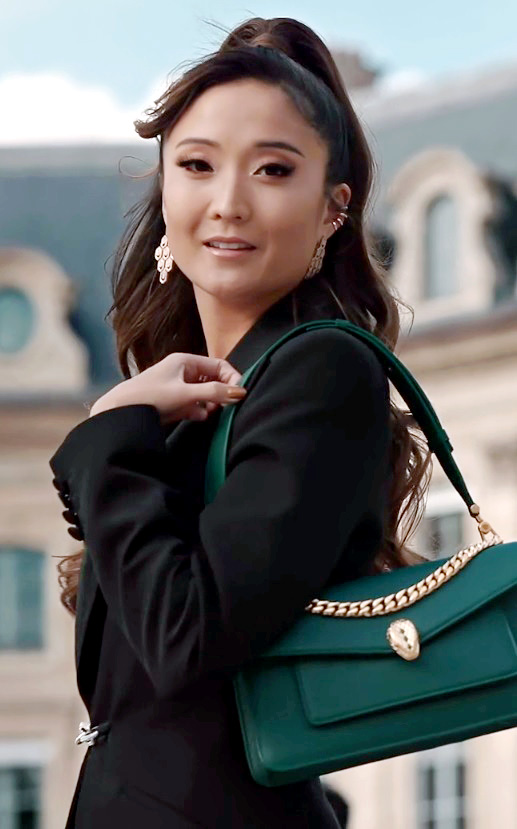
Ashley Park (2023)

Ashley Park (* 6. Juni 1991 in Glendale, Kalifornien) ist eine US-amerikanische Schauspielerin.

## Leben und Karriere
Ashley Park gab ihr Broadway-Debüt im Musical Mamma Mia! im Februar 2014. Anschließend trat sie in Cinderella von Richard Rodgers und Oscar Hammerstein auf.
Seit 2020 ist sie als Mindy Chen in der Netflix-Serie Emily in Paris zu sehen.

## Filmografie (Auswahl)
- 2019: Stadtgeschichten
- seit 2020: Emily in Paris (Fernsehserie)
- 2021–2024: Girls5eva (Fernsehserie)
- 2022: Mr. Malcolm’s List (Kinofilm)
- 2023: Only Murders in the Building (Fernsehserie)
- 2023: Joy Ride (Kinofilm)
- 2023: Beef (Fernsehserie)
- 2024: Mean Girls – Der Girls Club (Mean Girls)

## Auszeichnungen
- 2021: Nominierung für den Critics’ Choice Television Award in der Kategorie Beste Nebendarstellerin in einer Comedyserie für Emily in Paris
- 2021: Nominierung für die MTV Movie & TV Awards 2021 in der Kategorie Breakthrough Performance für Emily in Paris